# Australisch tenniskampioenschap 1958
De 46e editie van het Australische grandslamtoernooi, het Australisch tenniskampioenschap 1958, werd gehouden van 17 tot en met 27 januari 1958. Voor de vrouwen was het de 32e editie. Het toernooi werd gespeeld op de grasbanen van het White City Stadium te Sydney.

## Belangrijkste uitslagen
Mannenenkelspel

Finale: Ashley Cooper (Australië) won van Malcolm Anderson (Australië) met 7-5, 6-3, 6-4
Vrouwenenkelspel

Finale: Angela Mortimer (VK) won van Lorraine Coghlan (Australië) met 6-3, 6-4
Mannendubbelspel

Finale: Ashley Cooper (Australië) en Neale Fraser (Australië) wonnen van Roy Emerson (Australië) en Bob Mark (Australië) met 7-5, 6-8, 3-6, 6-3, 7-5
Vrouwendubbelspel

Finale: Mary Hawton (Australië) en Thelma Coyne-Long (Australië) wonnen van Lorraine Coghlan (Australië) en Angela Mortimer (VK) met 7-5, 6-8, 6-2
Gemengd dubbelspel

Finale: Mary Hawton (Australië) en Robert Howe (Australië) wonnen van Angela Mortimer (VK) en Peter Newman (Australië) met 9-11, 6-1, 6-2
Meisjesenkelspel

Finale: Jan Lehane (Australië) won van Betty Holstein (Australië) met 7-5, 6-1
Meisjesdubbelspel

Winnaressen: Betty Holstein (Australië) en Jan Lehane (Australië)
Jongensenkelspel

Winnaar: Martin Mulligan (Australië)
Jongensdubbelspel

Winnaars: Bob Hewitt (Australië) en Martin Mulligan (Australië)
1905 · 1906 · 1907 · 1908 · 1909 · 1910 · 1911 · 1912 · 1913 · 1914 · 1915 · 1916–1918 · 1919 · 1920 · 1921 · 1922 · 1923 · 1924 · 1925 · 1926 · 1927 · 1928 · 1929 · 1930 · 1931 · 1932 · 1933 · 1934 · 1935 · 1936 · 1937 · 1938 · 1939 · 1940 · 1941–1945 · 1946 · 1947 · 1948 · 1949 · 1950 · 1951 · 1952 · 1953 · 1954 · 1955 · 1956 · 1957 · 1958 · 1959 · 1960 · 1961 · 1962 · 1963 · 1964 · 1965 · 1966 · 1967 · 1968
↓ open tijdperk ↓
1969 (m-v-md-vd-gd) · 1970 (m-v-md-vd) · 1971 (m-v-md-vd) · 1972 (m-v-md-vd) · 1973 (m-v-md-vd) · 1974 (m-v-md-vd) · 1975 (m-v-md-vd) · 1976 (m-v-md-vd) · jan 1977 (m-v-md-vd) · dec 1977 (m-v-md-vd) · 1978 (m-v-md-vd) · 1979 (m-v-md-vd) · 1980 (m-v-md-vd) · 1981 (m-v-md-vd) · 1982 (m-v-md-vd) · 1983 (m-v-md-vd) · 1984 (m-v-md-vd) · 1985 (m-v-md-vd) · 1986 · 1987 (m-v-md-vd-gd) · 1988 (m-v-md-vd-gd) · 1989 (m-v-md-vd-gd) · 1990 (m-v-md-vd-gd) · 1991 (m-v-md-vd-gd) · 1992 (m-v-md-vd-gd) · 1993 (m-v-md-vd-gd) · 1994 (m-v-md-vd-gd) · 1995 (m-v-md-vd-gd) · 1996 (m-v-md-vd-gd) · 1997 (m-v-md-vd-gd) · 1998 (m-v-md-vd-gd) · 1999 (m-v-md-vd-gd) · 2000 (m-v-md-vd-gd) · 2001 (m-v-md-vd-gd) · 2002 (m-v-md-vd-gd) · 2003 (m-v-md-vd-gd) · 2004 (m-v-md-vd-gd) · 2005 (m-v-md-vd-gd) · 2006 (m-v-md-vd-gd) · 2007 (m-v-md-vd-gd) · 2008 (m-v-md-vd-gd) · 2009 (m-v-md-vd-gd) · 2010 (m-v-md-vd-gd) · 2011 (m-v-md-vd-gd) · 2012 (m-v-md-vd-gd) · 2013 (m-v-md-vd-gd) · 2014 (m-v-md-vd-gd) · 2015 (m-v-md-vd-gd) · 2016 (m-v-md-vd-gd) · 2017 (m-v-md-vd-gd) · 2018 (m-v-md-vd-gd) · 2019 (m-v-md-vd-gd)  · 2020 (m-v-md-vd-gd) · 2021 (m-v-md-vd-gd) · 2022 (m-v-md-vd-gd) · 2023 (m-v-md-vd-gd) · 2024 (m-v-md-vd-gd) · 2025 (m-v-md-vd-gd)
Lijst van Australian Openwinnaars